# Kourémaganfaso
Kourémaganfaso est une localité située dans le département et la commune rurale de Karangasso-Vigué de la province du Houet dans la région des Hauts-Bassins au Burkina Faso.

## Géographie
Kourémaganfaso est traversé par la route nationale 20.

## Éducation et santé
Le centre de soins le plus proche de Kourémaganfaso est le centre de santé et de promotion sociale (CSPS) de Karangasso-Vigué.